# Jordan Geist
Jordan Geist (Fort Wayne, 10 gennaio 1997) è un ex cestista statunitense, professionista in Europa.

## Carriera
Dopo i quattro anni di college passati tra la Ranger Junior College e l'Università del Missouri, nel 2019 comincia la propria carriera da professionista in Germania con i Gladiators Trier. L'anno successivo firma per Heidelberg con i quali vince la ProA. Viene poi confermato l'anno successivo esordendo così nella Basketball-Bundesliga. Il 13 agosto 2022 firma in Serie A2 italiana con la N.P.C. Rieti.

## Statistiche

### NCAA
| Anno      | Squadra         | PG | PT | MP   | TC%  | 3P%  | TL%  | RP  | AP  | PRP | SP  | PP   |
| --------- | --------------- | -- | -- | ---- | ---- | ---- | ---- | --- | --- | --- | --- | ---- |
| 2016-2017 | Missouri Tigers | 32 | 14 | 22,1 | 36,3 | 28,6 | 75,5 | 3,0 | 2,0 | 0,7 | 0,0 | 7,0  |
| 2017-2018 | Missouri Tigers | 33 | 11 | 26,1 | 43,7 | 36,7 | 70,0 | 3,8 | 2,9 | 0,8 | 0,0 | 7,3  |
| 2018-2019 | Missouri Tigers | 32 | 32 | 33,8 | 44,0 | 35,3 | 75,8 | 4,6 | 3,0 | 1,1 | 0,0 | 14,8 |
| Carriera  | Carriera        | 97 | 57 | 27,3 | 41,9 | 34,2 | 74,1 | 3,8 | 2,6 | 0,9 | 0,0 | 9,7  |

#### Massimi in carriera
- Massimo di punti: 30 vs Georgia (13 marzo 2019)[2]
- Massimo di rimbalzi: 11 vs Louisiana State (26 gennaio 2019)
- Massimo di assist: 7 (2 volte)
- Massimo di palle rubate: 3 (7 volte)
- Massimo di stoppate: -
- Massimo di minuti giocati: 40 (3 volte)

## Palmarès
- ProA: 1

Heidelberg: 2020-2021